# Tollakro
Tollakro est une localité rurale dans le Sud de la Côte d'Ivoire dans la région de l'Agnéby-Tiassa. La localité de Tollakro est administrativement rattachée au département de Tiassalé. 